# Stara Baška
Stara Baška falu Horvátországban Tengermellék-Hegyvidék megyében. Közigazgatásilag Punathoz tartozik.

## Fekvése
Krk sziget déli részén Punattól 8, Krktől 16 kilométerre délkeletre az azonos nevű széles öböl partján, két kilométer hosszú szűk tengerparti területen található. A tengerpart teljes hosszúságában köves, sziklás, részben homokos strandok húzódnak. A többi régi tengerparti településtől eltérően, melyeket a szűk, kanyargós utcák jellemeznek Stara Baška házcsoportjai egymástól viszonylag távolabb a terep adta feltételekkel épültek meg. A meredek part és a hegyek közötti szűk hely miatt a falu hosszan elnyúlva települt. A falu délkeleti végén található a Zala strand és a strand felett a Szent Jeromos templom romjai. Az öböl a környező hegyek és a Klobučac-félsziget által védett lenne a szelektől, Stara Baška mégis a sziget egyik legszelesebb helye. A gyakran fújó bórától nem védik a környező a letarolt sziklás, néhol kietlen magaslatok, melyeken csak néhol terem meg az alacsony növényzet. A település délkeleti vége előtt kis kikötő található, ahol a helyiek vízi járművei mellett nyáron sok turistacsónak is áll. Az öböl előtt mintegy 3 kilométerre fekszik a kis lakatlan Galun-sziget.

## Története
Stara Baška már a 14. században is lakott hely volt. A török terjeszkedés elől menekültek éltek itt, akik a sziget végében alapították meg pásztor településüket. Ezt a helyet egészen a 17. század második feléig Krajnak (vég), vagy Pod Krajnak (vég alatt), lakóit pedig krajiaknak, azaz végieknek nevezték. A Stara Baška nevet 17. századtól használják a falura annak ellenére, hogy a tulajdonképpeni Baška sokkal régebbi alapítású nála. A település a sziget többi falujához hasonlóan 1480-ig a Frangepánok uralma alatt volt, akik a velenceiek vazallusaiként kormányozták a szigetet. 1480-ban Velence tartva attól, hogy a Mátyás magyar király elfoglalja Frangepán VII. Jánost a sziget átadására bírta. Ezt követően Krk szigetét a Velence által kinevezett kormányzók, velencei nemesek igazgatták, akik viszonylagos önállóságot élveztek. 1797-ben a napóleoni háborúk egyik következménye a Velencei Köztársaság megszűnése volt. Napóleon bukása után 1813-ban Krk osztrák kézre került. 1867 és 1918 között az Osztrák–Magyar Monarchia része volt. A település egészen 1886-ig a szomszédos Baškához tartozott. Ekkor annak ellenére, hogy Baškához légvonalban  közelebb fekszik az újonnan alapított Punat községhez csatolták. Ennek a fő oka az, hogy a Baška felé vezető út magas és meredek sziklák között vezetett és kocsival nem volt járható, míg a punati út sokkal jobb minőségű volt. Ma is Punatról vezet az egyetlen út a településre. 2011-ben a falunak 112 lakosa volt.

## Gazdaság
A falu lakói évszázadok óta juhászok, pásztorok voltak. Még ma is a juhászat a fő mezőgazdasági tevékenység a településen. Az egyedülálló természeti szépségek idővel ide vonzották a turisták tömegeit, így ma már a turizmus és a vendéglátás jelenti a fő bevételt az itt élők számára. Majdnem mindegyik háznak van kiadó szálláshelye turisták számára. A másik fontos megélhetési forrás a halászat. A templom mellett egy bolt és kocsma is található itt. Ezen kívül három étteremmel is rendelkező panzió és egy pizzéria szolgálja a turisták igényeit. Az egyetlen nagyobb gazdasági létesítmény a falu bejáratánál található „Škrila” autóskemping. A település nagy problémája a vízvezeték hálózat hiánya. A környező hegyek meredek lejtőin vannak ivóvízforrások, de hozamuk nem elégséges a település ellátásához. Bár az utóbbi időben találtak bővebb forrást és a tervek alapján folyamatban van a vízvezeték kiépítése, mégis még mindig kérdéses, hogy elég lesz-e a száraz nyári hónapokban is az ellátásra. Télen ugyanis alig több mint százan élnek itt, de nyáron a kempinggel együtt az itt tartózkodók száma eléri a kétezret.

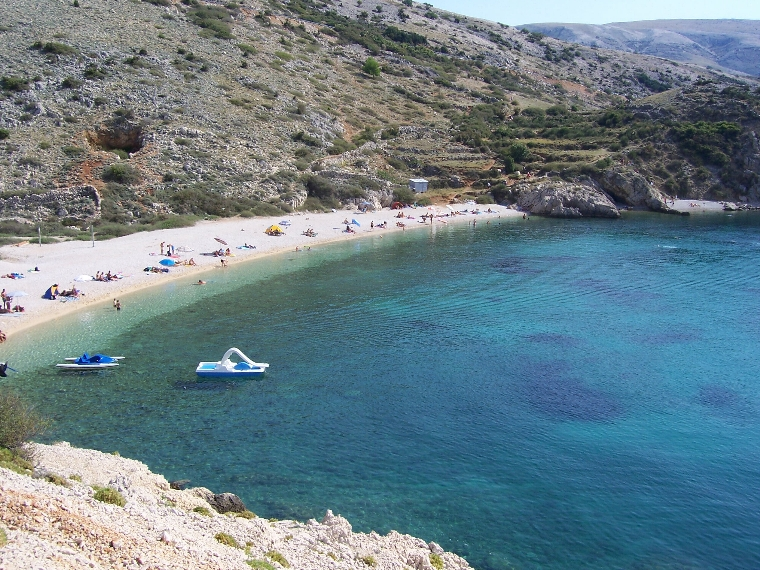
Stara Baška strandja

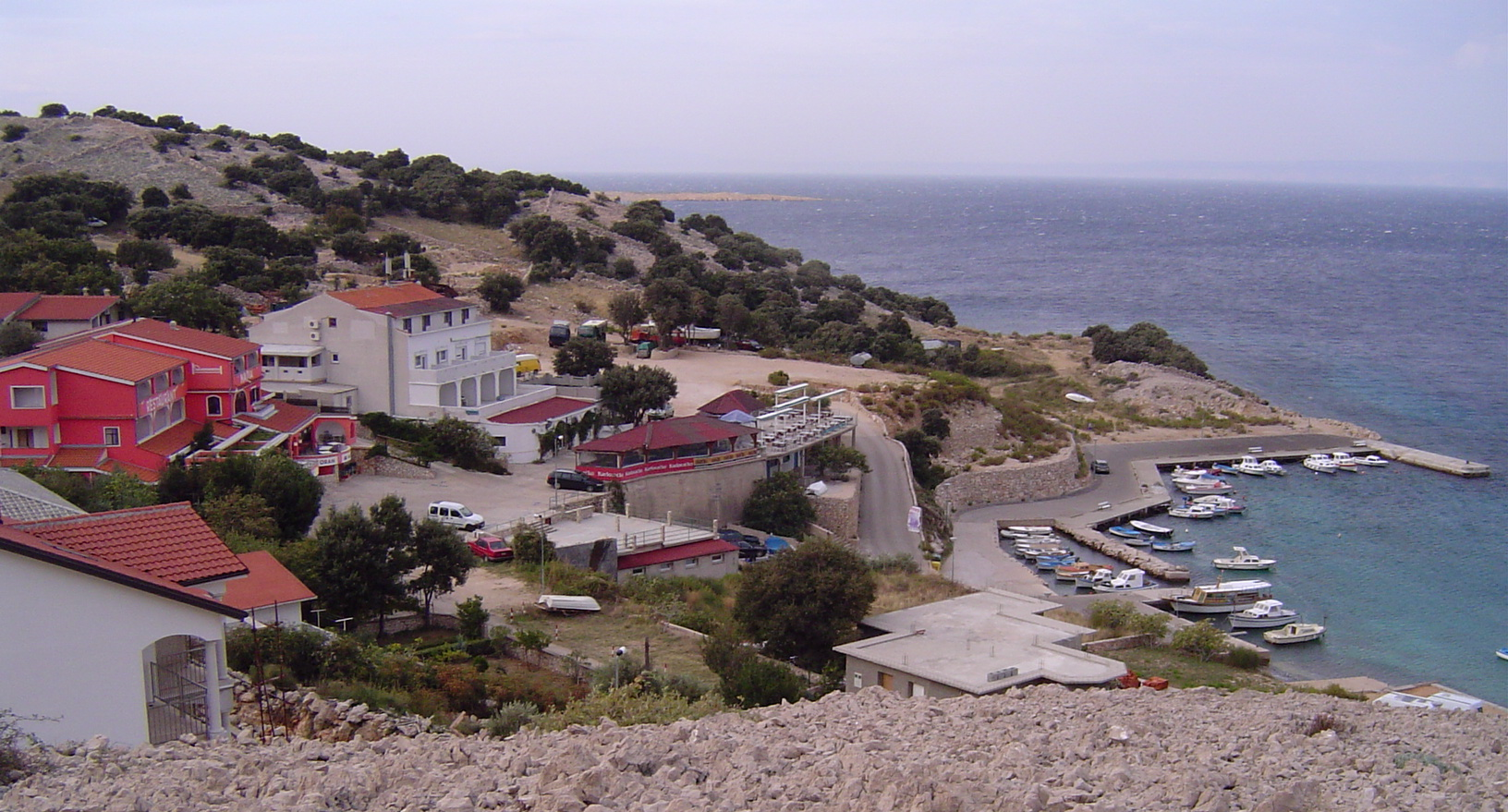
Stara Baška kikötője

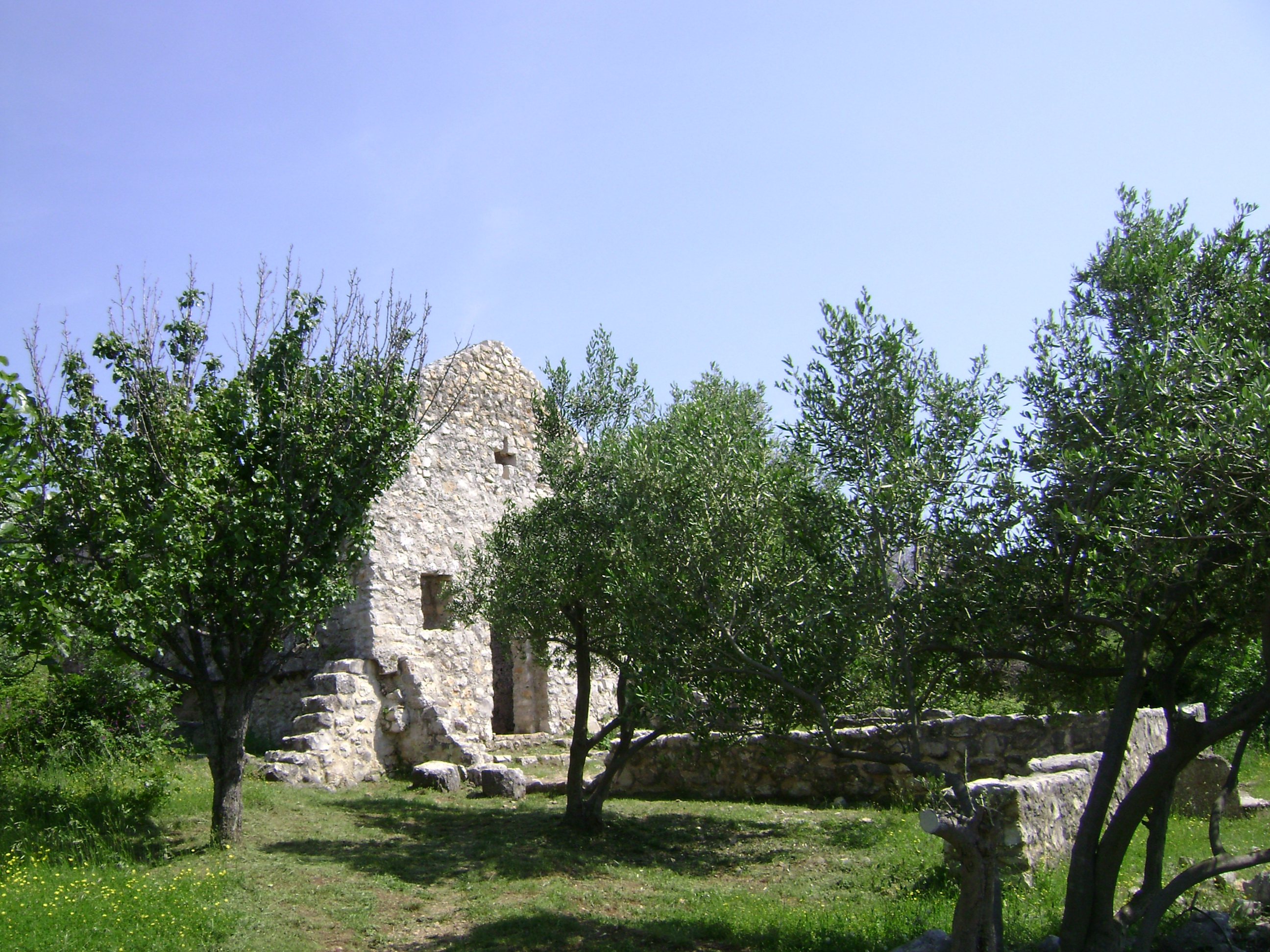
A Szent Jeromos templom romjai

## Nevezetességei
- A Mindenszentek tiszteletére szentelt plébániatemploma.
- A Szent Jeromos tiszteletére szentelt 13. századi templom romjai a Zala öböl felett. A Stara Baška elődjének a középkori Kraj falunak a  temploma volt. A templom egyhajós, félköríves apszissal, a középkori templomoktól eltérően észak-déli tájolással. Falai a szentély és a homlokzat kivételével az egykori boltozat magasságáig állnak, szakszerűen konzerváltak.[2]
- A Stara Baškából Baška Bartolomja nevű részéig vezető régi makadámút, mely a szurdokokon, sziklákon és egyéb természeti képződményeken kívül szépséges kilátást is nyújt a Kvarner-öbölre, Cresre, Rabra, Zenggre és a Baškai völgyre. Különösen elő és utószezonban sok turista és hegymászó teszi meg ezt az utat.

## Népesség
A legutóbbi népszámlálás alapján, 2011-ben Stara Baškán 112 lakos élt. Valójában télen mintegy száz fő tartózkodik a településen, nyáron pedig a turisták miatt a létszám kétezer fő fölé emelkedik.
| Lakosság változása | Lakosság változása | Lakosság változása | Lakosság változása | Lakosság változása | Lakosság változása | Lakosság változása | Lakosság változása | Lakosság változása | Lakosság változása | Lakosság változása | Lakosság változása | Lakosság változása | Lakosság változása | Lakosság változása | Lakosság változása |
| ------------------ | ------------------ | ------------------ | ------------------ | ------------------ | ------------------ | ------------------ | ------------------ | ------------------ | ------------------ | ------------------ | ------------------ | ------------------ | ------------------ | ------------------ | ------------------ |
| 1857               | 1869               | 1880               | 1890               | 1900               | 1910               | 1921               | 1931               | 1948               | 1953               | 1961               | 1971               | 1981               | 1991               | 2001               | 2011               |
| 295                | 324                | 354                | 389                | 432                | 411                | 369                | 377                | 347                | 311                | 247                | 161                | 99                 | 112                | 92                 | 112                |